# Aderus tamatuvensis
Aderus tamatuvensis es una especie de coleóptero de la familia Aderidae. Fue descrita científicamente por Maurice Pic en 1921.

## Distribución geográfica
Habita en Madagascar.